# Distrito de Záhony
El distrito de Záhony (húngaro: Záhonyi járás) es un distrito húngaro perteneciente al condado de Szabolcs-Szatmár-Bereg.
En 2013 tiene 19 369 habitantes. Su capital es Záhony.

## Municipios
El distrito tiene 2 ciudades (en negrita), un pueblo mayor (en cursiva) y 8 pueblos
(población a 1 de enero de 2013):
- Benk (440)
- Eperjeske (1217)
- Győröcske (124)
- Komoró (1289)
- Mándok (4247)
- Tiszabezdéd (1925)
- Tiszamogyorós (687)
- Tiszaszentmárton (1151)
- Tuzsér (3418)
- Záhony (4125) – la capital
- Zsurk (746)